# East Front
East Front är fotbollslagets Östers IF:s officiella supporterklubb som bildades 1992.

## Historia
East Front bildades sommaren 1992. Stefan Lindstig valdes till klubbens första ordförande.
1999 samlade East Front ihop nästan 100 000 kronor för att hjälpa det då konkurshotade Östers IF. Pengarna användes för inköp av en spelarbuss till bortamatcherna då bussbolagen vägrade ge föreningen kredit utan krävde kontant betalning vid avresa.
Klubben har 2014 drygt 600 medlemmar. Man har skapat två filmer, Avarter och Avarter II, som bägge är dokumentärfimer baserade på bortaresor. East Front ger även ut medlemstidningen Öster News. Men delar varje år ut EF Trophy, ett pris till den bästa Österspelaren under den gångna säsongen.